# Observatorio Astronómico de Upsala
El Observatorio Astronómico de Uppsala (UAO), (nombre original en sueco: Astronomiska observatoriet i Uppsala), es la institución de su clase más antigua de Suecia. Vinculado con la Universidad de Upsala, también administra el telescopio Schmidt emplazado en el Observatorio de Siding Spring en Australia. Su código de identificación del Centro de Planetas Menores es el 549.

## Historia
|  |
|  |

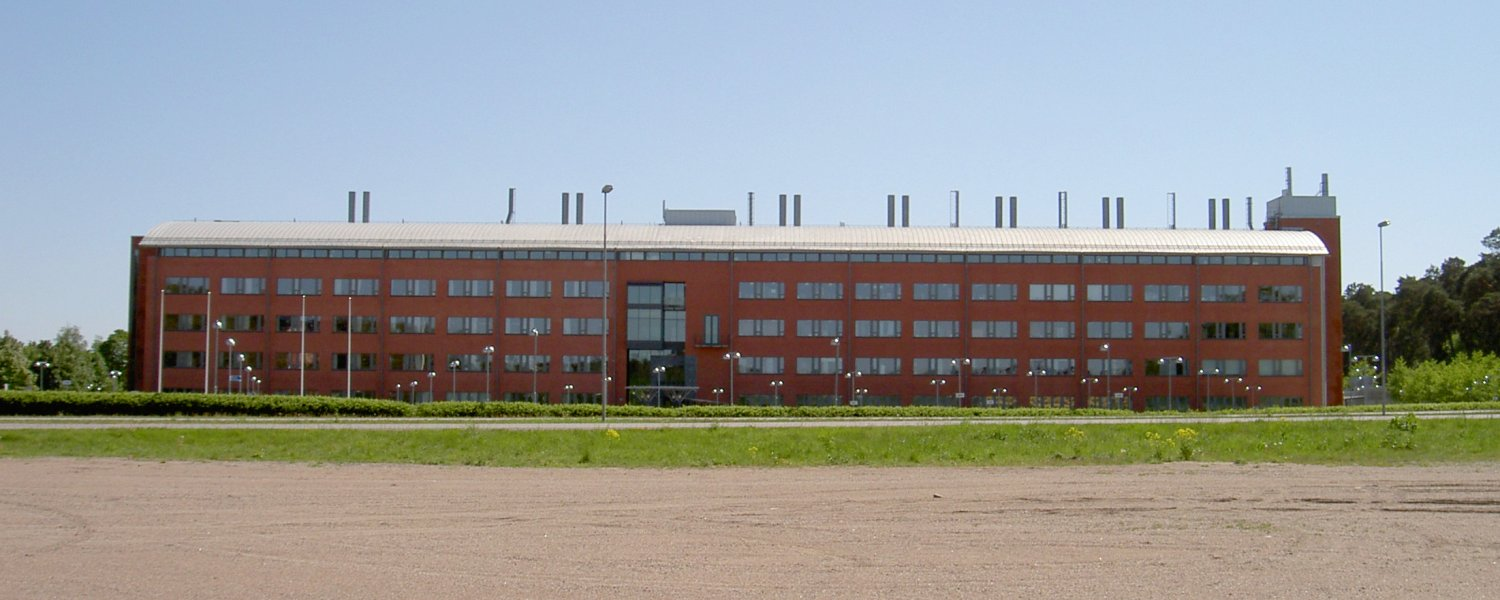
Ångströmlaboratoriet (2007)

El observatorio se fundó en 1741, aunque ya había una cátedra de astronomía en la Universidad de Upsala desde 1593, y los archivos universitarios incluyen notas de conferencias sobre astronomía desde 1480.
En el siglo XVIII, Anders Celsius desarrolló allí sus investigaciones y construyó el primer observatorio propiamente dicho en 1741. Celsius consiguió que el consejo de la universidad comprara un gran edificio de piedra de origen medieval en el centro de Upsala, donde construyó un observatorio en la planta superior. Celsius lo utilizaba simultáneamente como laboratorio y como su propia vivienda. Este primer observatorio estuvo en uso hasta que se construyó un nuevo observatorio en 1853, pasando a ser conocido como el "observatorio viejo". La casa que ocupó Celsius es uno de los pocos edificios antiguos que se conservan en una moderna calle comercial de Upsala, aunque el observatorio del tejado se desmontó en 1857.
En el siglo XIX Anders Jonas Ångström utilizó el observatorio, donde realizó sus experimentos de astronomía, física y óptica. Su hijo, Knut Ångström, también realizó allí sus investigaciones sobre la radiación solar.
En el año 2000 el observatorio se fusionó con el Instituto de Física Espacial para formar el Departamento de Astronomía y Física Espacial, y se trasladó al Laboratorio Ångström. En 2008, otra fusión creó el Departamento de Física y Astronomía, convirtiéndose la sección de Astronomía y Física Espacial en una de sus divisiones.
Además de las instalaciones en Upsala, la institución mantiene el Observatorio de Kvistaberg en Suecia y el telescopio Schmidt en la Estación Sur de Upsala, alojada en el Observatorio de Siding Spring en Australia.
Los trabajos realizados en el observatorio a lo largo de los años incluye la determinación de paralajes estelares, estadística estelar, estructura galáctica, galaxias externas, atmósferas estelares e investigación sobre el sistema solar.